# Lucélia Santos
Lucélia Santos (Santo André, São Paulo, 1957. május 20.–) brazil színésznő, rendező és producer.

## Élete és pályafutása
Színészi karrierje 1976-ban kezdődött, amikor a Rabszolgasors című sorozat Isauráját alakította (a sorozat Bernardo Guimarães regénye alapján készült). A sorozatot 80 országban, köztük hazánkban is nagy sikerrel játszották, Magyarországon 1986-ban mutatták be. Santos 1987-ben járt hazánkban.
Férje John Neschling, akitől elvált. Egy közös gyermekük van, Pedro Neschling, aki szintén színész.

## Színészi karrierje

### Színház
- Godspell, 1974
- Transe no Dezoito, 1976

### Televízió
- Escrava Isaura (Rabszolgasors, 1976) – magyar hang: Detre Annamária
- Locomotivas (1977)
- Feijão Maravilha (1979)
- Rómeó és Júlia (Romeu e Julieta), tévéfilm, Júlia
- Água Viva (1980)
- Bonitinha Mas Ordinária (1981)
- Ciranda de Pedra (1981)
- Guerra dos Sexos (1983)
- Vereda Tropical (1984)
- Sinhá Moça (A kisasszony (sorozat), 1986) – magyar hang: Detre Annamária
- Carmem (1987)
- Brasileiras e Brasileiros (1990)
- Sangue do Meu Sangue (1995)
- Malhação (1995)
- Dona Anja (1996)
- Cidadão Brasileiro (2006)